# Sturnira koopmanhilli
Sturnira koopmanhilli — вид родини листконосові (Phyllostomidae), ссавець ряду лиликоподібні (Vespertilioniformes, seu Chiroptera).

## Опис
Цей помірно великий вид Sturnira (довжина передпліччя, 48.1–52.4 мм) зрівнянний з Sturnira mordax (довжина передпліччя, 43.0–49.2) і Sturnira ludovici (довжина передпліччя, 43.9–49.5). Відмінності, які відрізняють новий вид від цих двох включають двоколірний вигляд спинного хутра, вбудовані під'язиковий отвір, наявність борозни на задній поверхні верхніх ікл, зуби P2>М2.

## Середовище проживання
описаний на основі 49 зразків, зібраних на Тихоокеанському водостоку західних Анд, на 300–2000 м в західному Еквадорі та Колумбії.

## Назва
Вид названий на честь Карла Ф. Купмана (англ. Karl F. Koopman) (Американський музей природної історії) і Едвардса Хіла (англ. Edwards Hill) (Музей природної історії, Лондон) за їх внесок у систематику рукокрилих та їх безкорисливу увагу до колег.